# Takikomi gohan
Il takikomi gohan (炊き込みご飯?) è un piatto tipico della cucina giapponese a base di riso, viene chiamato anche Gomoku Gohan.

## Preparazione
Viene preparato con dashi e salsa di soia insieme con i funghi, verdure, carne o pesce. I vari ingredienti non sono fissi e variano a seconda della stagione, e quindi si possono ritrovare germogli di bambù, castagne ma anche ostriche.

## Varianti
Fra la varianti più classiche:
- Tai-meshi: riso con sparidae
- Ayu-meshi: riso con ayu
- Matsutake gohan: riso con funghi
- Kani-meshi: riso con granchio
- Fukagawa-meshi: riso con misoshiru
- Tori-meshi o Kashiwa-meshi : riso con pollo

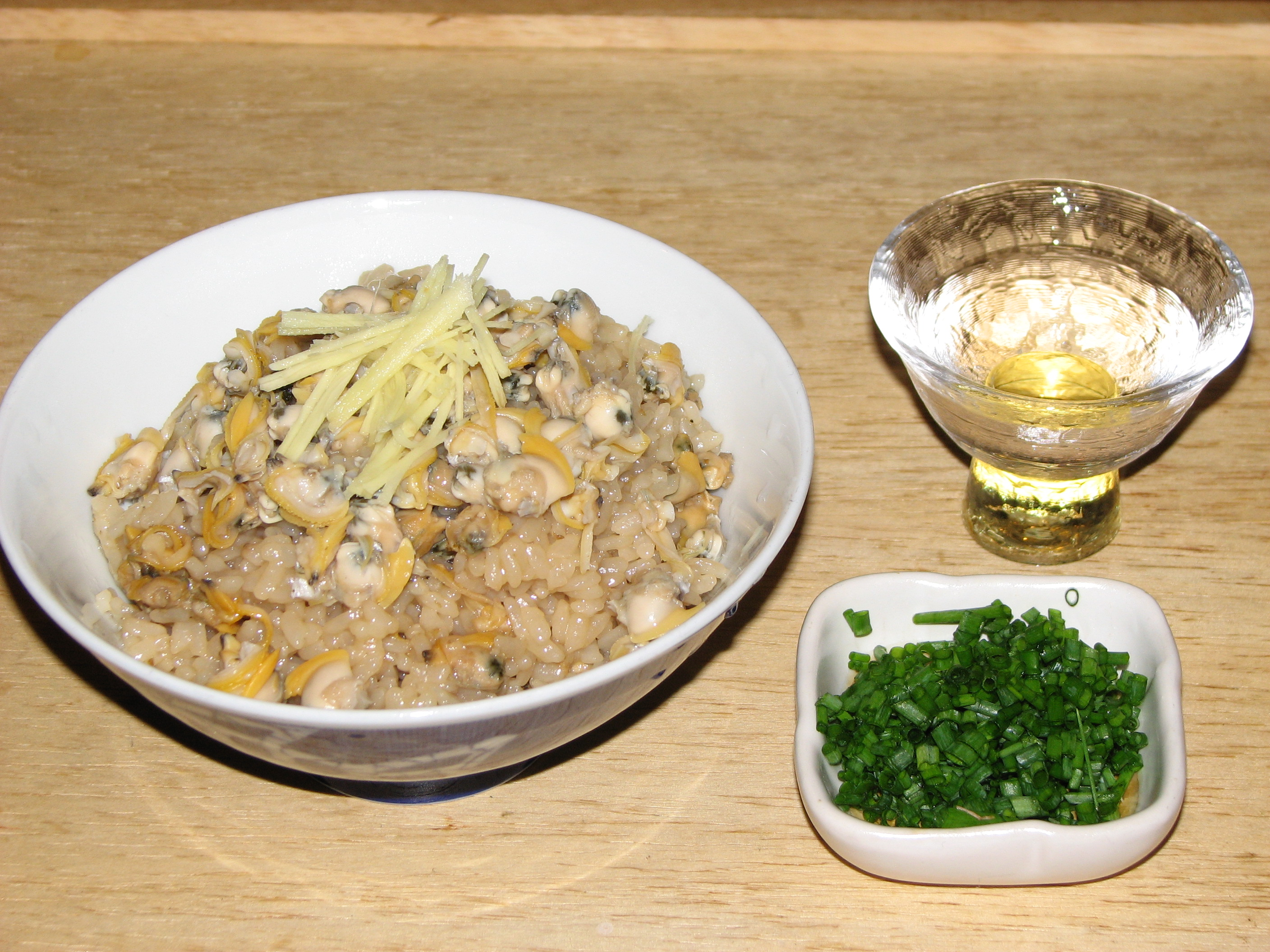
Fukagawa-meshi

### Ekiben
- Tori-meshi Bentō (鶏めし弁当?)[2] - Stazione di Takasaki (Prefettura di Gunma) e Stazione di Ōmiya (Saitama)
- Fukagawa Bentō (深川弁当?) - Stazione di Tōkyō (Tōkyō)
- Odawara Meibutsu Tai-meshi (小田原名物鯛めし?) - Stazione di Odawara (Prefettura di Kanagawa)
- Tori-meshi (とりめし?) - Stazione di Shiojiri e Stazione di Kami-Suwa (Prefettura di Nagano)
- Tokusei Tai-meshi (特製鯛めし?) - Stazione di Shizuoka (Shizuoka, Prefettura di Shizuoka)
- Tai-meshi Bentō (鯛めし弁当?) - Stazione di Imabari (Prefettura di Ehime)
- Kashiwa-meshi (かしわめし?) - Stazione di Orio (Prefettura di Fukuoka)
- Kashiwa-meshi (かしわめし?) - Stazione di Shin-Tosu (Prefettura di Saga)

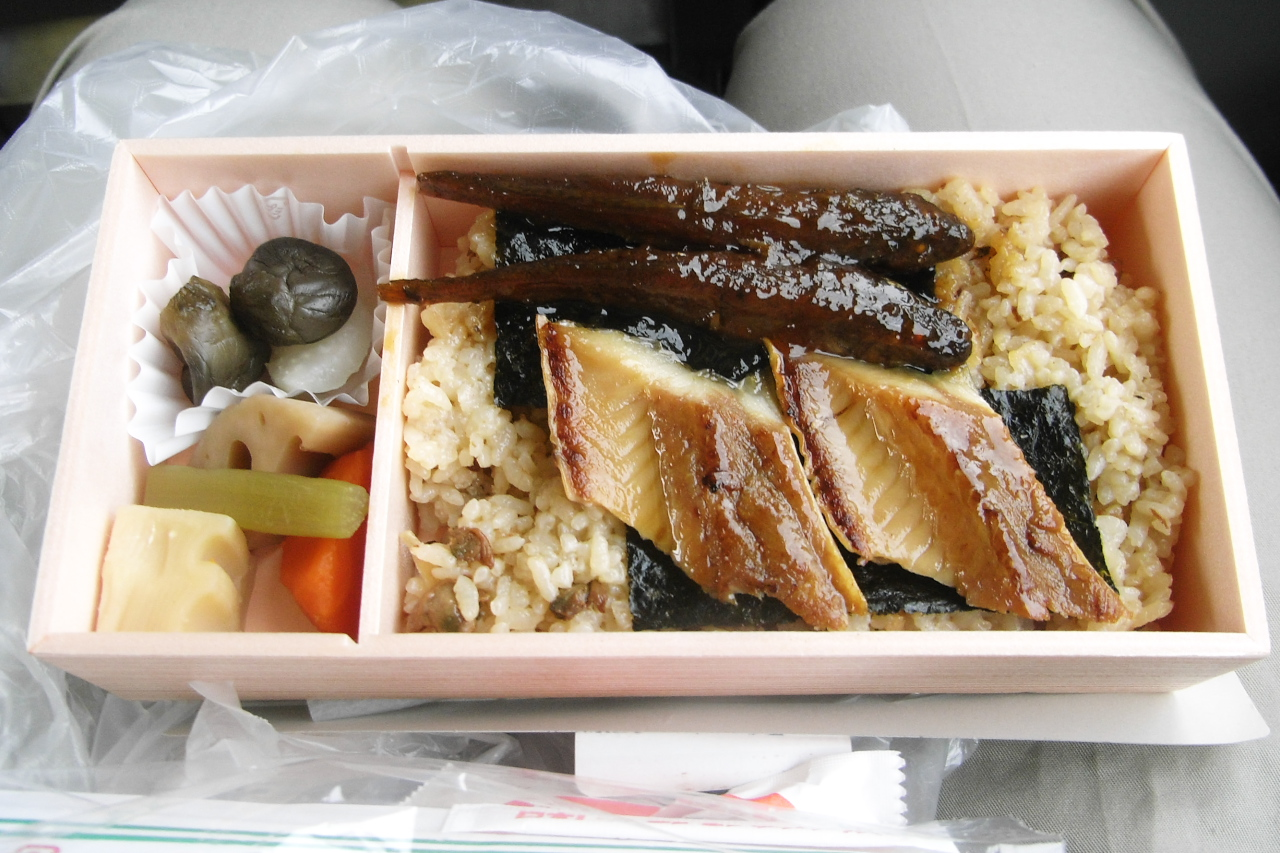
Fukagawa-Bento
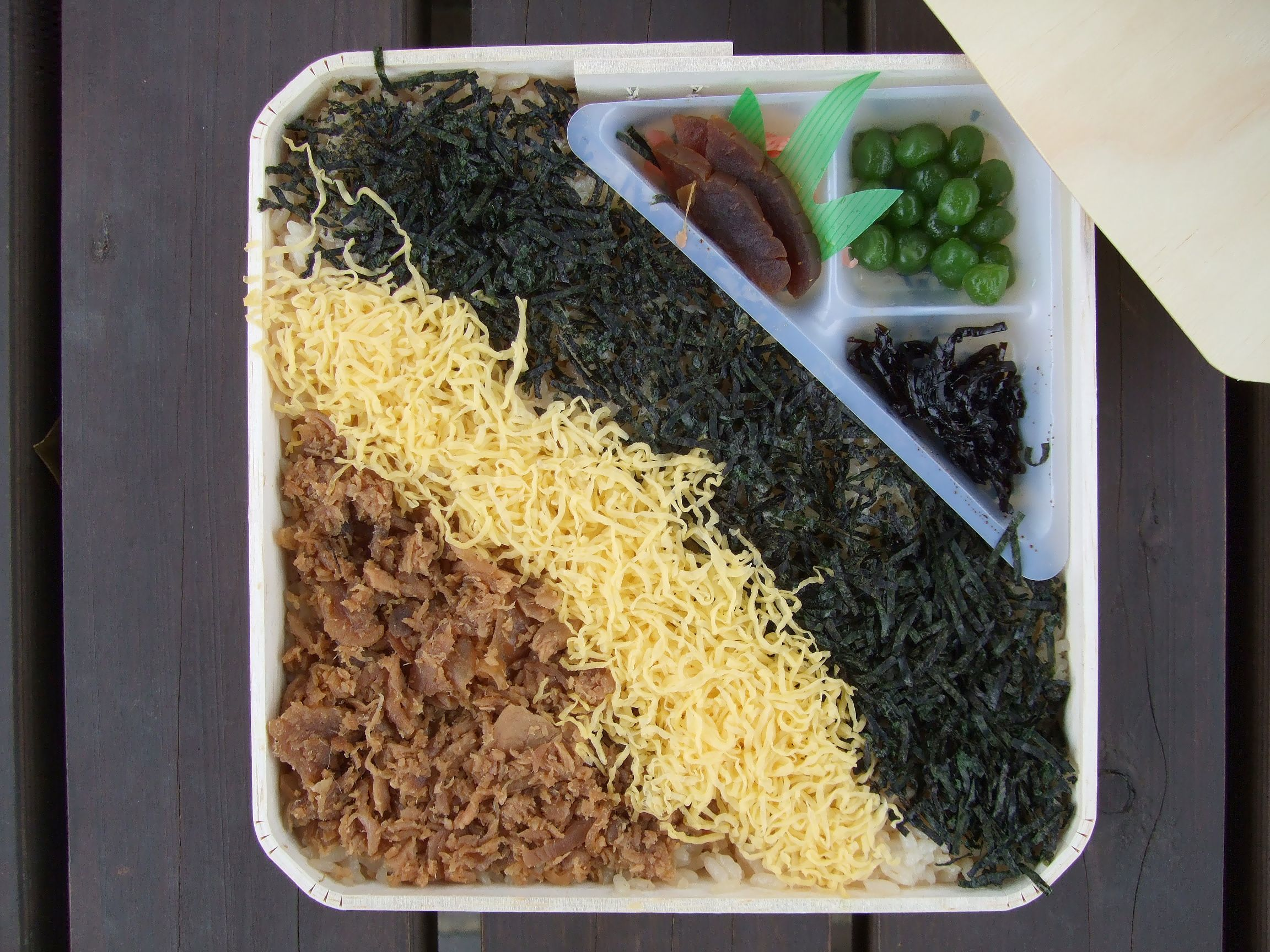
Kashiwa-meshi (Orio)
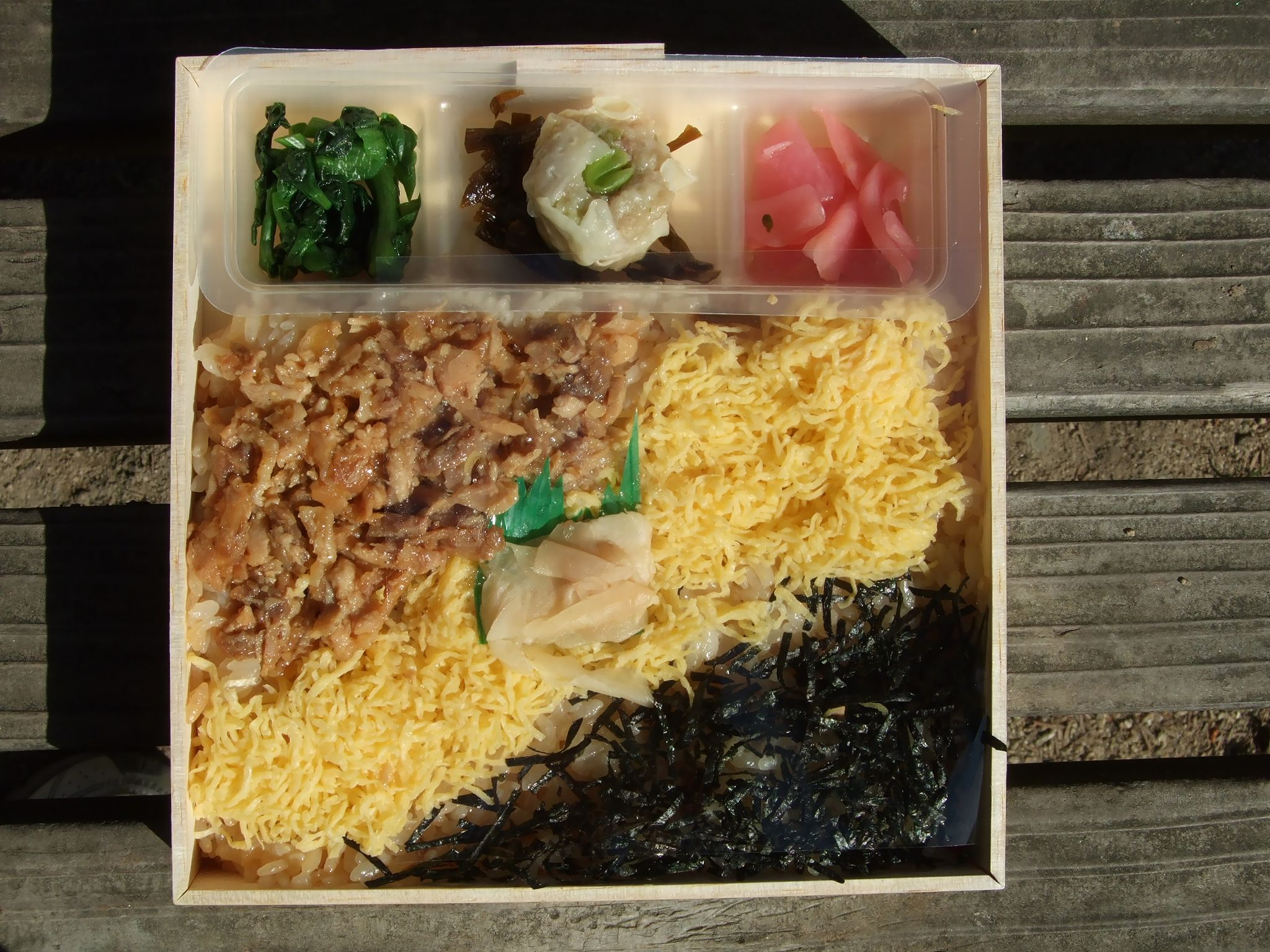
Kashiwa-meshi (Shin-Tosu)